# Lazăr Pașca
Lazăr Pașca (n. secolul al XIX-lea, Lăschia, comuna Copalnic-Mănăștur, Județul Maramureș (interbelic) – d. 1963, Lăschia) a fost un deputat în Marea Adunare Națională de la Alba Iulia, organismul legislativ reprezentativ al „tuturor românilor din Transilvania, Banat și Țara Ungurească”, cel care a adoptat hotărârea privind Unirea Transilvaniei cu România, la 1 decembrie 1918.:p. 77

## Biografie
Lazăr Pașca a urmat școala primară. Deși simplu țăran, în anul 1918 a fost urmat de toți sătenii, fiind ales delegat la Marea Adunare Națională de la Alba Iulia:p. 239

## Activitatea politică
Ca deputat în Adunarea Națională din 1 decembrie 1918 a reprezentat ca delegat cercul electoral Târgu Lăpuș :p. 239